# Apollonio di Giovanni

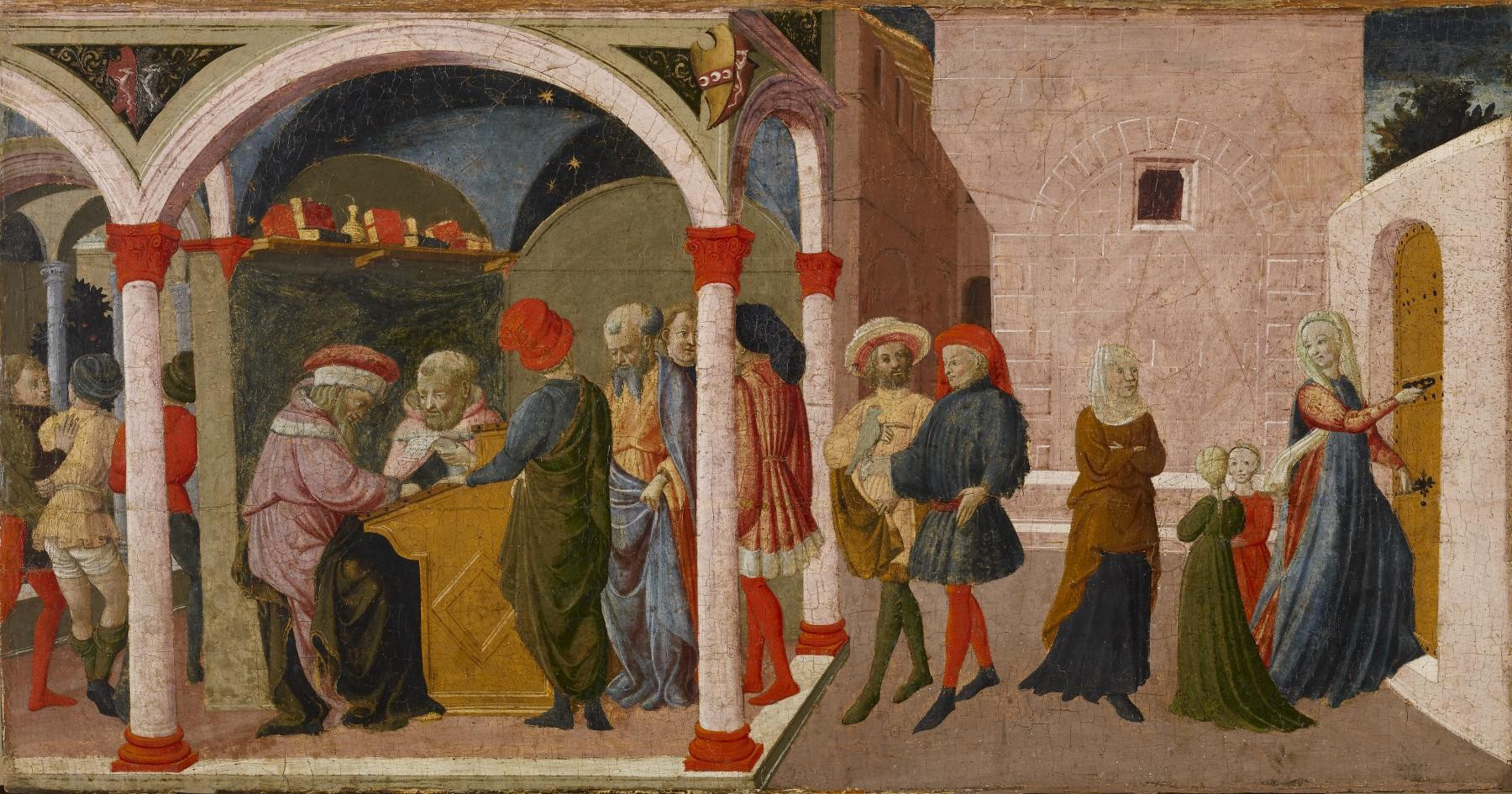
Storie di Susanna, Walters Art Gallery

Apollonio di Giovanni (conosciuto anche come Apollo di Giovanni; Firenze, 1415 o 1417 – 1465) è stato un pittore e miniatore italiano.

## Biografia
Fu a capo di una fiorente bottega di decoratori di cassoni, il cui libro mastro per gli anni 1446 - 1463 ha consentito di riunire sotto il nome dell'artista una serie di opere riferite altrimenti al Maestro dei cassoni Jarves, al Maestro del Virgilio, al Maestro di Didone, al Compagno di Pesellino.
Dell'anno della sua iscrizione all'Arte dei Medici e Speziali, il 1442, è il manoscritto miniato della Divina Commedia di Dante Alighieri e dei Trionfi di Petrarca (Firenze, Biblioteca Laurenziana, ms Med. Pal. 72).
Lo stile di Apollonio risente delle composizioni di Beato Angelico e delle soluzioni formali di altri fiorentini, come Filippo Lippi, Domenico Veneziano, Paolo Uccello, nonché di Gentile da Fabriano.
Fra le sue opere tarde, eseguite nei quindici anni prima della morte, vanno ricordate le miniature per le Bucoliche, le Georgiche e l'Eneide di Virgilio (Firenze, Biblioteca Riccardiana, ms 492); i pannelli di cassoni con scene dall'Eneide (già Jarves Collection, ora New Haven); i due cassoni dell'Odissea (uno al Chicago Art Institute, l'altro suddiviso tra Pittsburgh, Pennsylvania, Frick Art & Historical Center, Cambridge Mass., Fogg Museum). Una delle sue opere è presente anche presso l'Indiana University Art Museum di Bloomington, in Indiana.
Assai importante per la ricostruzione della figura artistica di Apollonio è il cassone con l'Invasione della Grecia da parte di Serse (Berlino,am), compiuto tra il 1463 e il 1465, dove l'artista si mostra consapevole dell'opera di Benozzo Gozzoli.
Una Annunciazione a lui attribuita è conservata presso il Museo della Collegiata di Castiglione Olona

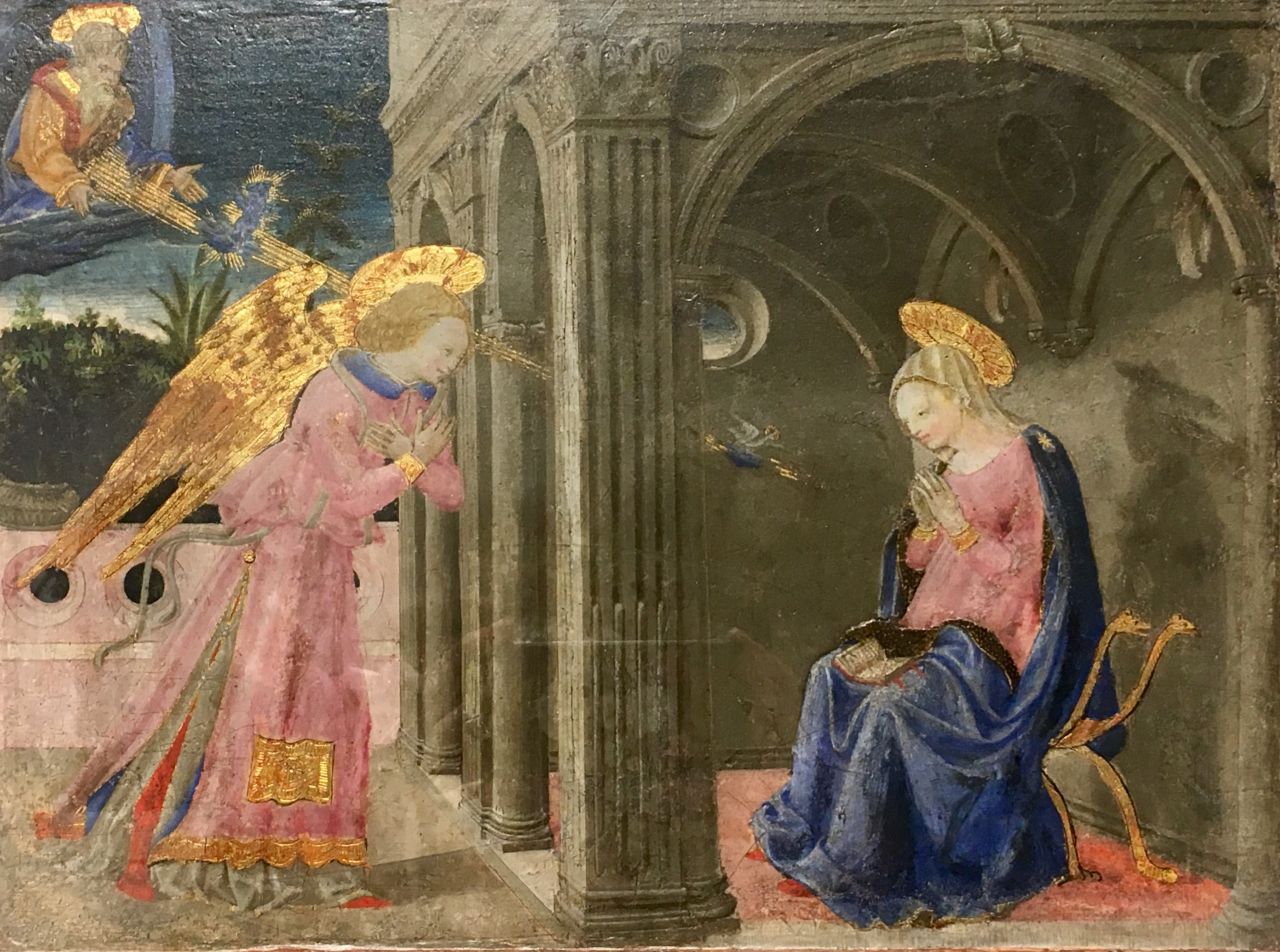
Annunciazione, Apollonio di Giovanni, Museo della Collegiata, Castiglione Olona